# Titularbistum Ipagro
Ipagro ist ein Titularbistum der römisch-katholischen Kirche.
Es geht zurück auf einen untergegangenen Bischofssitz in der gleichnamigen antiken Stadt (heute Aguilar de la Frontera in Andalusien), die in der römischen Provinz Hispania ulterior bzw. in der Spätantike Baetica lag. Der Bischofssitz gehörte der Kirchenprovinz Sevilla an.
| Titularbischöfe von Ipagro |                             |                                               |                    |                   |
| Nr.                        | Name                        | Amt                                           | von                | bis               |
| 1                          | Malcolm A. MacEachern       | emeritierter Bischof von Charlottetown (USA)  | 24. Februar 1970   | 23. November 1970 |
| 2                          | James Patrick Mahoney       | Weihbischof in New York (USA)                 | 25. Juli 1972      | 1. Juni 2002      |
| 3                          | Eduardo Horacio García      | Weihbischof in Buenos Aires (Argentinien)     | 21. Juni 2003      | 6. November 2014  |
| 4                          | Luis Javier Argüello García | Weihbischof in Valladolid (Spanien)           | 14. April 2016     | 17. Juni 2022     |
| 5                          | Mario Héctor Robles         | Weihbischof in San Juan de Cuyo (Argentinien) | 10. September 2022 |                   |